# Tyler Williams (cyclisme)
Tyler Williams, né le 17 novembre 1994 à Bakersfield (Californie), est un coureur cycliste américain. 

## Biographie

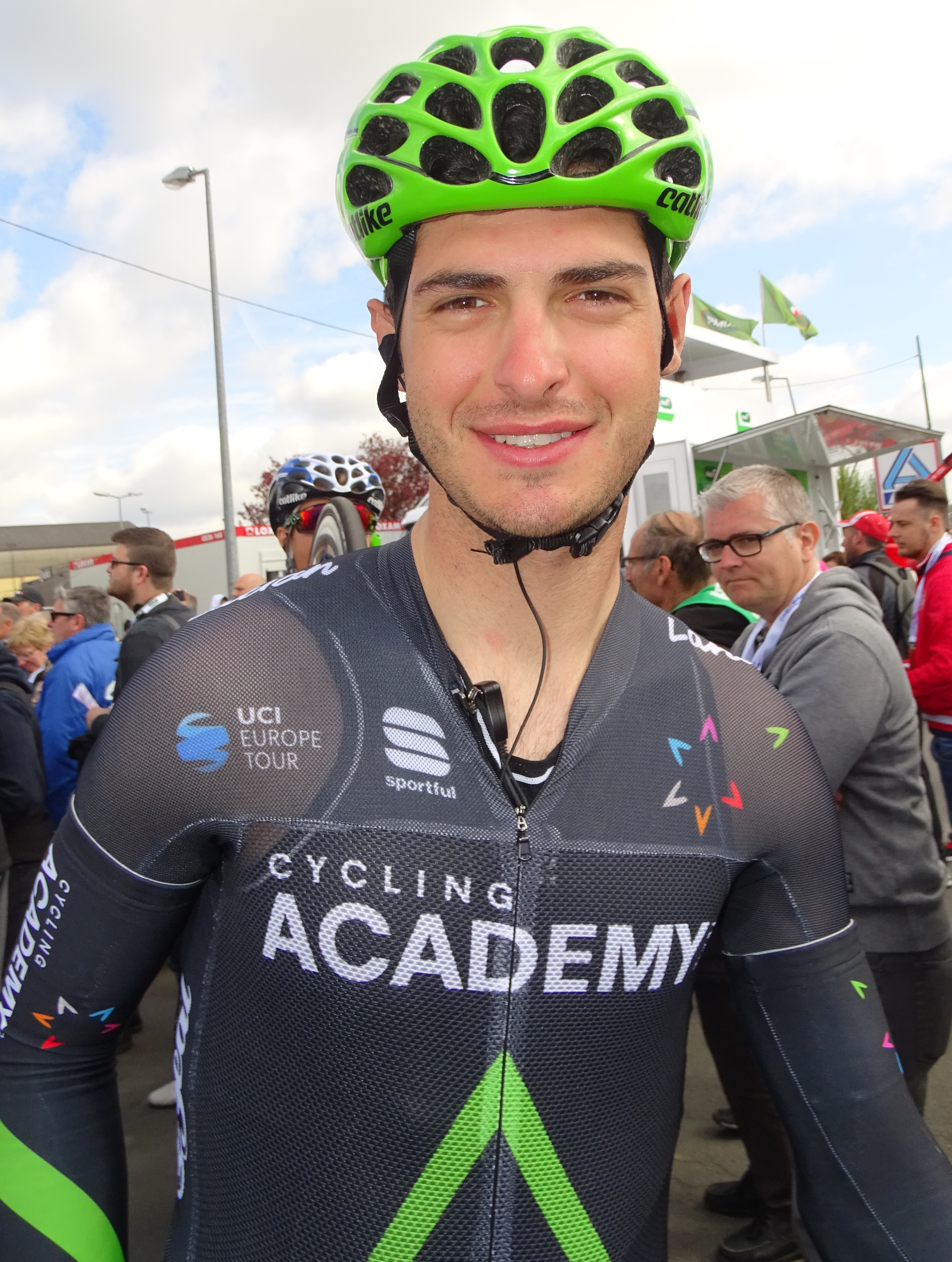
Tyler Williams lors du départ du Grand Prix de Denain 2017.

## Palmarès et résultats

### Palmarès par année
- 2014
  - Boulevard Road Race
  - 2e de Paris-Roubaix espoirs
- 2016
  - 2e étape de la Chico Stage Race

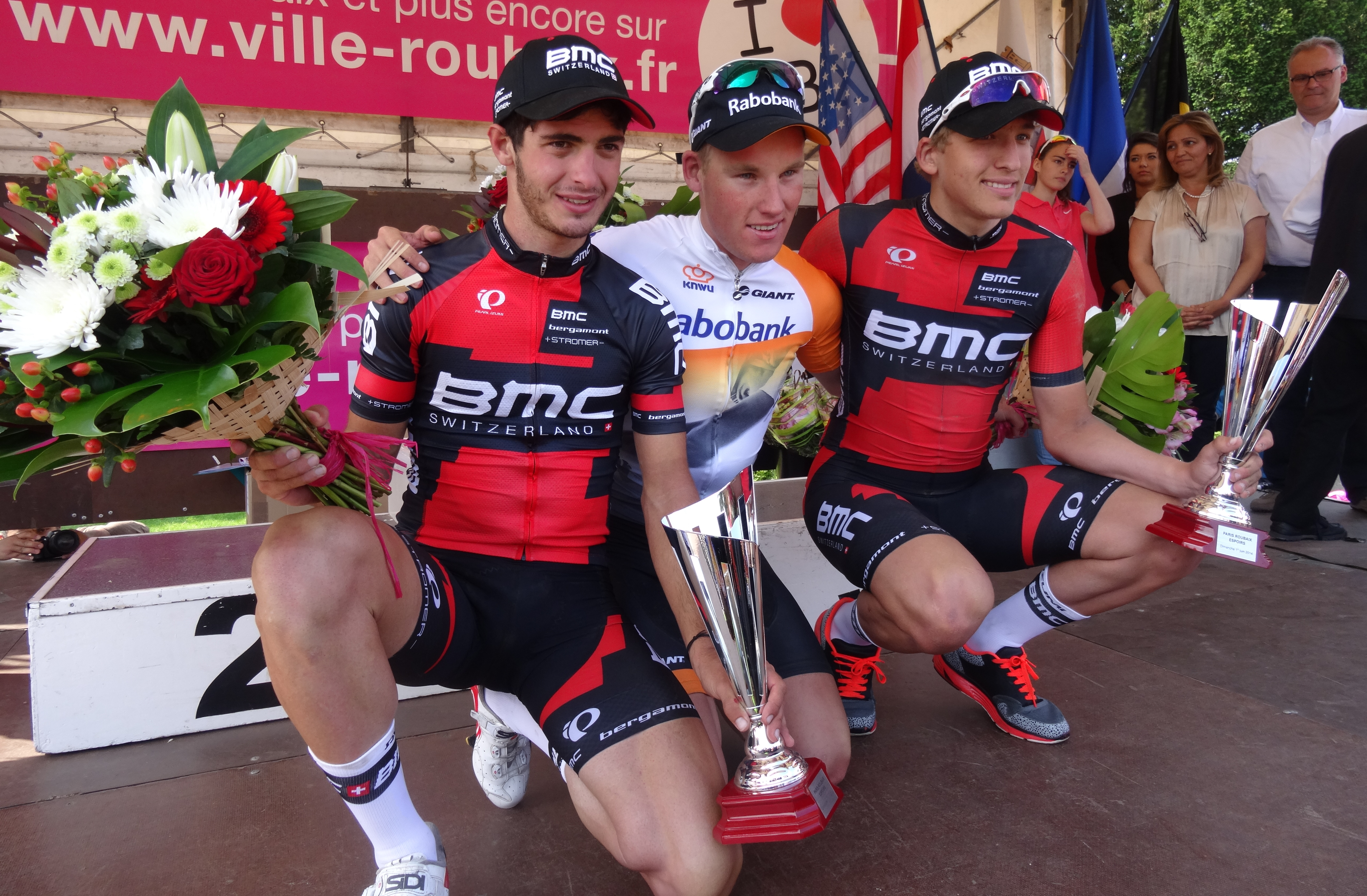
Podium de l'édition 2014 de Paris-Roubaix espoirs : Tyler Williams (2e), Mike Teunissen (1er) et Bas Tietema (3e).

  - 1re étape de l'Olympia's Tour (contre-la-montre par équipes)
  - Winters Road Race
  - 3e du championnat des États-Unis sur route espoirs
- 2019
  - Bariani Road Race
  - 2e étape de la Chico Stage Race
  - Winters Road Race
  - Esparto Time Trial
- 2020
  - 2e de la Valley of the Sun Stage Race
  - 2e du Tour de Murrieta
- 2021
  - Pro Road Tour
  - Chowchilla Criterium
  - 3e étape du Tulsa Tough
  - Athens Twilight Criterium
  - Grant Park Criterium
  - Joe Martin Stage Race : 
    - Classement général
    - 1re étape

  - 2e du Tulsa Tough
- 2022
  - La Verne Stage Race :
    - Classement général
    - 1re étape

  - 4e étape de la Redlands Bicycle Classic
  - Oakland Grand Prix
- 2023
  - 1re étape de la Sea Otter Classic
  - Berkeley Hills Road Race
  - 2e du championnat des États-Unis sur route
  - 3e du championnat des États-Unis du critérium
- 2024
  - Cherry Pie Criterium
  - Bariani Road Race
  - Santa Cruz Classic Criterium

### Classements mondiaux
| Année                                 | 2014 | 2015 | 2016  | 2017  | 2018  | 2019 | 2020 | 2021 | 2022  | 2023 |
| ------------------------------------- | ---- | ---- | ----- | ----- | ----- | ---- | ---- | ---- | ----- | ---- |
| Classement mondial                    |      |      | 1425e | 2464e | 1173e | nc   | nc   | 889e | 2141e | 860e |
| UCI Europe Tour                       | 413e | nc   | 1352e | 1885e | 1966e |      |      |      |       |      |
| UCI Asia Tour                         | nc   | nc   | nc    | 571e  | 183e  |      |      |      |       |      |
| UCI America Tour                      | nc   | nc   | 267e  | nc    | nc    | nc   | nc   | 110e | 352e  | 90e  |
|                                       |      |      |       |       |       |      |      |      |       |      |
| Légende : nc = non classéSource : UCI |      |      |       |       |       |      |      |      |       |      |